# Nationaal Holocaustmuseum

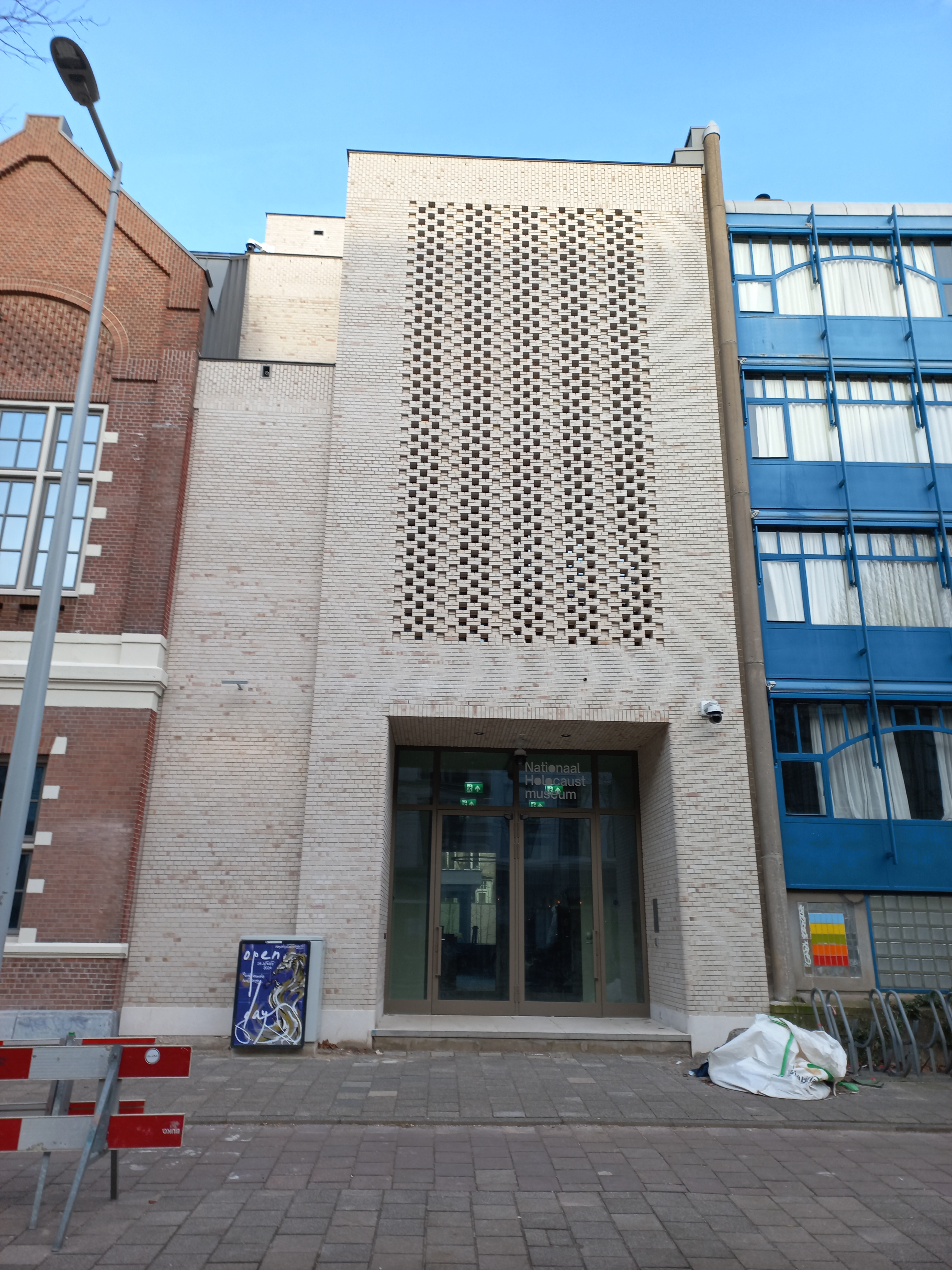
Nieuwe entree in 2024

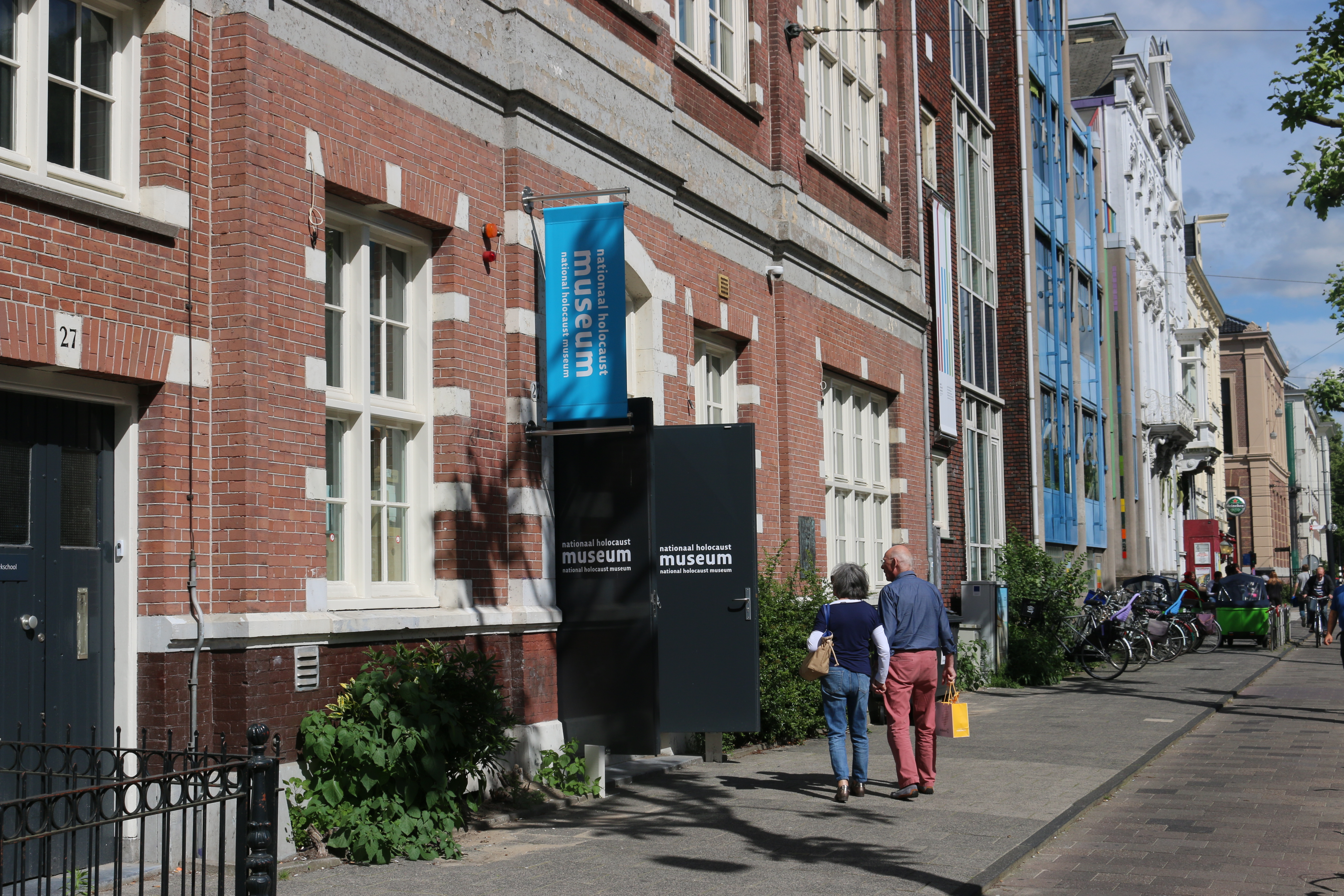
Nationaal Holocaustmuseum in 2016

Het Nationaal Holocaustmuseum is een Nederlands museum over de Holocaust. Het museum is gevestigd in de voormalige Kweekschool tegenover het Joods monument de Hollandsche Schouwburg in Amsterdam. Het museum valt organisatorisch onder het Joods Cultureel Kwartier. 

## Achtergrond
Gedurende de Jodenvervolging in de Tweede Wereldoorlog werden via dit gebouw, dat toen als verblijf voor te deporteren Joodse kinderen in gebruik was, met behulp van het verzet honderden kinderen naar veilige plaatsen gebracht. 

## Eerste fase, renovatie en opening
De eerste fase van het museum werd in 2016 opengesteld. Deze omvatte tentoonstellingen en kleine presentaties op de begane grond van het pand.
In 2020 sloot het museum voor naar verwachting twee jaar in verband met een verbouwing; het werden vier jaren.
De grondige renovatie vond plaats in de jaren 2021-2024. Daarbij werd het oude schoolgebouw opgeknapt onder leiding van architectenbureau Winhov. Dit stuurde aan op het zichtbaar maken van de schoolstructuur (lokalen en gangen). Een deel van het gebouw kreeg een nieuwe voorgevel met lichtgekleurde stenen in zogenaamd Braziliaans metselverband.
Op 10 maart 2024 werd het museum officieel geopend door koning Willem-Alexander in aanwezigheid van de Israëlische president Yitzhak Herzog. De focus van het museum ligt op de individuele verhalen, deels van de daders maar vooral van de vervolgden. De begane grond van het museum is gewijd aan het lot van de kinderen, de twee bovenste verdiepingen geven een beeld van hoe het net zich steeds meer sloot.

De combinatie renovatie en nieuwbouw werd in 2025 door de Branchevereniging Nederlandse Architectenbureaus (BNA) benoemd tot BNA Beste Gebouw van het Jaar. Het werd verkozen boven 71 deelnemers met een shortlist van zeven. De vereniging noemde het een geslaagde combinatie van passende stadsherstel en nieuwbouw, dat daarbij paste. Architectuurjournalist Jaap Huisman omschreef het al eerder als: 
Een zeldzaam terughoudend gebouw dat recht doet aan de Joodse geschiedenis uit de jaren 1940-1945
 Het complex werd ook genomineerd voor de Amsterdamse Architectuur Prijs (AAP).
 In juni 2025 werd bekend, dat het ook deze prijs won.

## Nationaal dankteken
In januari 2024 werd voor de officiële opening van het museum op de binnenplaats het Nationaal dankmonument onthuld. Het is ontworpen door Gabriel Lester, die door middel van een staande ladder richting een (open) vierkant, de situatie van onderduikers probeerde weer te geven. De ladder leidt naar de open lucht of vrijheid. Voor Lester kwam hier een langgekoesterde wens uit: van jongs af aan probeerde hij de benepen situatie van onderduikers voor te stellen. Anders dan het Monument van Joodse Erkentelijkheid van Jobs Wertheim is het National dankmonument gericht op het Nederlandse verzet uit de Tweede Wereldoorlog. Zij wisten vanuit dit gebouw van de Hervormde Kweekschool en de tegenoverliggende Hollandsche Schouwburg honderden Joodse kinderen van deportatie en vergassing te redden. Overlevenden van de Holocaust en nakomelingen van hen waren aanwezig bij de onthulling.  Aan de gevel van de oudbouw is sinds 1982 al de Plaquette helpers te zien.